# Neoribates pallidus
Neoribates pallidus är en kvalsterart som beskrevs av Aoki 1988. Neoribates pallidus ingår i släktet Neoribates och familjen Parakalummidae. Inga underarter finns listade i Catalogue of Life.